# Бану Тамим
Бану Тамим (арапски: بنو تميم) или Бани Тамим (арапски: بني تميم) је једно од арапских племена, углавном присутно у Саудијској Арабији, са снажним присуством у Алжиру, Палестини, Тунису, а у мањој мери и у Либији након династије Аглабид. Данас реч Тамим на арапском означава неког ко је јак и чврст. Она такође може да значи нешто што је савршено.

## Историја и порекло
Традиционално породично стабло Бану Тамима гласи: Тамим син Мура, син 'Ид сина Амра, син Илјаса, син Мудара , Низар, син Маада, син Аднана , син Исма ил ибн Ибрахима (Ишмаел син Аврамов).
Тамим предсавља једно од највећих арапских племена. Ово племе је у 6. веку окупирало источни део Арапског полуострва пре него што је одиграло важну улогу у ширењу ислама. Они су ступили у контакт са Мухамедом у 8. години хиџре, али нису одмах прешли на ислам. Постоје хадиси који славе готово све главне арапске племенске групе, а да се укаже на величину ове похвале, овде је набројано неколико примера:
Наставио сам да волим Бану Тамима након што сам чуо три ствари које су се односиле на њега од стране Алаховог Посланика: "Они ће бити најстрожи од мог умета против Даџала", један од њих је био заточеник у власништву Аише, и рекао је: "Ослободите је, јер она је потомак Исмаилов, "а када је дошао њихов закат, рекао је:" Ово је зекат нашег народа "или" мога народа. "- Абу Хураира
Племе прати своје породичну линију до Аднана и библијских личности Измаела и Аврама. Говорило се да је Бану Тамим највеће арапско племе. "Да није било доласка ислама, племе Тамим би појело Арапе."
У Нахџ ел Балага, Писму 18, имам Али Али ибн Аби Талиб каже: "Сетите се да је Бани Тамим такав клан чија звезда још није засијала на небу, а међу њима ако један велики човек умре, други ће заузети његово место. Имајте на уму да након прихватања ислама, па чак и током предисламских дана, ти људи никада нису сматрани злим, љубоморним или пожудним. Напротив, имали су веома висок статус. Поред тога, са нама имају родбинске и пријатељске везе. Ако се према њима понашамо љубазно, стрпљиво и саосећамо, Алах ће нас наградити. Али ако се лоше опходимо са њима, греши ћемо. "

## Линија и гране
Бану Тамим је једно од аднанитских племена, што значи да они тврде да потичу од Исмаила поменутог у  Курану преко Аднана. Бану Тамим прати свој род на следећи начин:
- Аврам
- Измаел
- Аднан
- Ма ад
- Низар
- Мудар ибн Низар
- Илиас ибн Мудар
- Амр
- Ед
- Мовр
- Тамим

Четири главне гране овог племена су:
- Амр бин Тамим
- Хантхала
- Сад
- Ел Рабаб

Они су углавном били стационирани у Наџду (Саудијска Арабија) у преиоду пре појаве Мухамеда, али су се потом проширили на све делове Арабијског полуострва у походима који су покренути  за време  исламских освајања. Протежу се од Марока до Персије и даље до Индије познати као Ирачки Бирадари. Неки су емигрирали у Шри Ланку и југоисточну Азију као део трговинске дијаспоре.

## Династије
- Династија Аглабид
- Ел Тани, владајућа породица Катара (Види Кућа Танија).
- Породица Ел аш Шеих Великог муфтија Емирата Дирије, затим  Најџијски емират и сада модерна Саудијска Арабија ( верска династија).
- Ел Хатер - породица са Блиског истока, са седиштем пре свега у Катару, Саудијској Арабији, и Бахреину
- Ел Шабрами - породица са седиштем у "Самири", малом месту близу града Хаил, северна страна Саудијске Арабије.
- Ел Маџали - владари племена Ел Карак у Јордан у у 19. веку.
- Ел Мааита - породица Ел Карак
- Породица Ел Бајајда из Ел Карака

## Познате личности
Међу члановима племена су:
- Хабаб ибн ел Ара т -  пратилац Мухамеда[11]
- Ахнаф ибн Кајс, пратилац Омар ибн ел Хатаб
- Абу Абдулах Мухамед бин Саид ел Тамими - лекар у  Палестини током 10. века
- Абу Ал Фазал Абдул Вахид Јемени Тамими - муслимански светац из реда Џунаида
- Абд Алах ибн Ибад ел Тамими - Оснивач секте Ибади[12]
- Ел Фараздак - Песник класике
- Ел Хур ибн Јазид ел Тамими - Генерал Омејада који је прешао на страну  Хусаин ибн Али-ја
- Ел Кака'а ибн Амр ат Тамими - Генерал који је командовао војском свог племена и помагао у освајању Персије под калифом Омаром
- Абу Мансур Ел Багдади - Шафијски научник и математичар из Багдада
- Мухамед ибн Умаил ел Тамими - алхемичар из десетог века из Ал-Андалуза
- Ибн Ишак ел Тамими ел Туниси - 13. Век из Туниса  астроном и аутор важног дела  зиј
- Басем ел Тамими - вођа активиста и члан Палестинског отпора[13]
- Ахед Тамими - Ћерка Басема Ел Тамимија, такође палестинског активисте
- Ибрахим И ибн ел Аглаб - Оснивач династије Аглабиди-а, емири Ифрикије и Сицилијског емирата из 800–909.
- Џарир - класични арапски песник[14]
- Џасим бин Мохамед Ел Тани - оснивач државе Катар
- Мухамед ибн Абд ел Вахаб.[15]
- Мухамед Ибн ел' Утаимин (умро 2001. године) - саудијски салафи проповедник
- Мунзир ибн Сава Ел Тамими - владар источних делова архаичног полуострва Арабије који је прешао на ислам
- Шеих Едебали - суфијски мајстор који је служио у оснивању Османског царства.